# Doing Their Thing...
Doing Their Thing... – film z koncertu zespołu Deep Purple w reżyserii Johna Shepparda, zarejestrowany przy niewielkim udziale publiczności 21 sierpnia 1970 w studiu telewizyjnym przez telewizję Granada do programu pod tym samym tytułem. Materiał zawiera niekompletne wersje utworów „Speed King”, „Wring That Neck”, „Mandrake Root” oraz pełną wersję „Child in Time”. Po raz pierwszy wydany na kasecie VHS w roku 1991. Pod koniec lat 80. koncert w kolorze wydany został w Japonii na 12-calowym dysku laserowym.

## Lista utworów
| 1. | „Speed King”      | 3:58  |
|    |                   |       |
| 2. | „Child In Time”   | 9:33  |
|    |                   |       |
| 3. | „Wring That Neck” | 6:33  |
|    |                   |       |
| 4. | „Mandrake Root”   | 5:47  |
|    |                   |       |
|    |                   | 25:51 |
|    |                   |       |

## Wykonawcy
- Ritchie Blackmore – gitara
- Ian Gillan – śpiew, instrumenty perkusyjne
- Roger Glover – gitara basowa
- Jon Lord – organy
- Ian Paice – perkusja

## Produkcja
- John Sheppard – reżyseria